# Berlin-Dresdener Eisenbahn-Gesellschaft

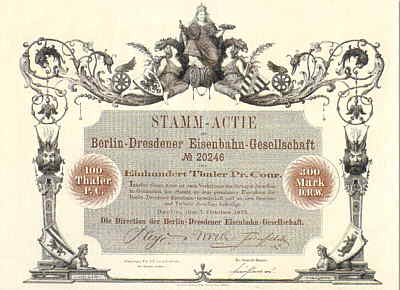
Stammaktie der Eisenbahngesellschaft

Die Berlin-Dresdener Eisenbahn-Gesellschaft war eine deutsche Eisenbahn-Gesellschaft. Sie wurde zum Zweck des Baus und Betriebs einer Eisenbahnstrecke zwischen Berlin und Dresden gegründet und hatte die Rechtsform einer Aktiengesellschaft. Die errichtete Bahnstrecke Berlin–Elsterwerda–Dresden ist heute noch in allen wesentlichen Teilen vorhanden und in Betrieb. In Berlin ist sie umgangssprachlich als Dresdener Bahn bekannt, nördlich von Dresden als Berliner Bahn.

## Geschichte
Die Gesellschaft wurde 1872 gegründet, um eine zusätzliche direkte Eisenbahnverbindung zwischen Berlin und Dresden zu erbauen. Eröffnet wurde die eigene Strecke am 17. Juni 1875. Zu dieser Zeit waren die beiden Hauptstädte bereits über die Strecken Jüterbog–Falkenberg–Röderau (seit 1848) und Lübbenau–Senftenberg–Kamenz (seit 1874) verbunden. Die realisierte Strecke über Elsterwerda war zwölf Kilometer kürzer als die bestehende über Falkenberg. 
Die Gesellschaft befand sich zur Gründung bereits in finanziellen Schwierigkeiten. Um einen Konkurs zu vermeiden, ermöglichte die preußische Staatsregierung eine staatlich garantierte Anleihe. Im Gegenzug wurde ab dem 1. Oktober 1877 die Betriebsführung der Preußischen Staatsbahn übertragen. 
Am 24. Januar 1887 wurde ein Staatsvertrag zwischen dem Königreich Sachsen und dem Königreich Preußen geschlossen, in dessen Folge die Strecke zum 1. April 1887 in das Eigentum Preußens überging, worauf sich die Eisenbahngesellschaft auflöste. Mit diesem Vertrag wurde zugleich festgelegt, dass der Streckenabschnitt Dresden–Elsterwerda zum 1. April 1888 an den sächsischen Staat weiterverkauft wurde. Die Lokomotiven und Wagen der Berlin-Dresdener Eisenbahn wurden zwischen der preußischen und der Sächsischen Staatsbahn aufgeteilt.